# فرانك إم. وليامز
فرانك إم. وليامز (بالإنجليزية: Frank M. Williams)‏ هو مهندس مدني أمريكي، ولد في 11 أبريل 1873 في Verona, New York ‏ في الولايات المتحدة، وتوفي في 20 فبراير 1930 في ألباني في الولايات المتحدة.